# Retorn a Còrsega
Retorn a Còrsega (francès: Le Retour) és una pel·lícula dramàtica francesa del 2023 coescrita i dirigida per Catherine Corsini. S'ha doblat i subtitulat al català.
És un drama familiar sobre una dona que torna a Còrsega amb les seves dues filles adolescents per passar l'estiu. La pel·lícula va generar controvèrsia per filmar una escena de naturalesa sexual amb actors menors d'edat sense declaració a les autoritats, així com acusacions d'agressió sexual i males condicions de treball al plató.
Va ser seleccionada per competir per la Palma d'Or al 76è Festival de Cinema de Canes, on es va estrenar el 17 de maig de 2023. Va arribar als cinemes de França el 12 de juliol de 2023.
El rodatge va tenir lloc entre el 14 de setembre i el 8 de novembre de 2022, a Còrsega, prop de L'Ìsula i Castifao, el poble d'origen de la família de Catherine Corsini.